# ديفيد راسيل (عسكري)
ديفيد راسيل (بالإنجليزية: David Russell)‏ هو عسكري نيوزيلندي، ولد في 30 مارس 1911 في آير في المملكة المتحدة، وتوفي في 1 فبراير 1945 بسبب إعدام رميا بالرصاص.